# Muzej Kuopio
Muzej Kuopio je muzejska stavba v slogu Art nouveau, dokončana leta 1907 na robu parka Snellman v Vahtivuori, Kuopio, Finska. Muzej Kuopio je tretja najstarejša posebej zgrajena muzejska stavba na Finskem po Ateneumu v Helsinkih (1887) in Muzeju umetnosti v Turkuju (1904). Ima nacionalne romantične značilnosti in je bil navdihnjen s finskimi gradovi, kot sta trdnjava Olavinlinna in grad Viborg. Arhitekt stavbe je bil J. V. Strömberg, ki je zasnoval veliko število javnih stavb v Kuopiu na prelomu 20. stoletja. Muzej Kuopio hrani razstavne prostore Naravoslovnega muzeja Kuopio in Muzeja kulturne zgodovine Kuopio. Muzej letno obišče v povprečju okoli 30.000 obiskovalcev.

## Nova razširitev
Mesto Kuopio je leta 2016 organiziralo vabljeni arhitekturni natečaj za prenovo in razširitev muzeja Kuopio. Na natečaju sta zmagala arhitekta Aki Davidsson in Jaana Tarkela s svojim delom, imenovanim Hila. Nova razširitev je bila odprta leta 2021.

## Mamut
Ena od glavnih znamenitosti muzeja Kuopio od začetka novega tisočletja je obnovljeni mamut Häkä. Postavitev je bila dokončana v povezavi s prenovo glavnih razstav Prirodoslovnega muzeja leta 1999. Ime Häkä je izpeljano po Kariju Häkämiesu, takratnem ministru za notranje zadeve in nekdanjem županu mesta Kuopio, ki je opravljal funkcijo odkritje razstave 3. junija 1999. V regiji Kuopio naj bi nekoč živeli dlakavi mamuti. Natančen model za mamuta je bilo truplo dobro ohranjenega zamrznjenega mamuta, ki ga je leta 1799 našel O. Šumahov, lokalni lovec in zbiralec slonovine, v dolini reke Lene v Sibiriji. Ocenjeno je bilo, da bi bil ob smrti star okoli 30 let in tehtal od 5000 do 5500 funtov. Višina v vihru je bila več kot tri metre. Razstavo mamuta je izdelal konservator in umetnik Eirik Granqvist.